# Laughlin (Nevada)
Laughlin é uma Região censo-designada localizada no estado americano de Nevada, no Condado de Clark.

## Demografia
Segundo o censo americano de 2010, a sua população era de 7323 habitantes.

## Geografia
De acordo com o United States Census Bureau tem uma área de 231,8 km², dos quais 228,2 km² cobertos por terra e 3,6 km² cobertos por água.

## Localidades na vizinhança
O diagrama seguinte representa as localidades num raio de 28 km ao redor de Laughlin.